# Bourdonné
Bourdonné – miejscowość i gmina we Francji, w regionie Île-de-France, w departamencie Yvelines.
Według danych na rok 1990 gminę zamieszkiwało 390 osób, a gęstość zaludnienia wynosiła 36 osób/km² (wśród 1287 gmin regionu Île-de-France Bourdonné plasuje się na 869. miejscu pod względem liczby ludności, natomiast pod względem powierzchni na miejscu 336.).